# Lagoa dos Três Cantos
Lagoa dos Três Cantos – miasto i gmina w Brazylii, w stanie Rio Grande do Sul. Znajduje się w mezoregionie Noroeste Rio-Grandense i mikroregionie Não-Me-Toque.